# Frans Julius Johan van Heemstra
Frans Julius Johan baron van Heemstra (Groningen, 15 juli 1811 - 's-Gravenhage, 19 februari 1878) was een Nederlandse politicus.
Van Heemstra was een antirevolutionair Tweede Kamerlid voor het Haarlemmermeer. Hij was een telg uit een Friese adellijke familie, zoon van Tweede Kamerlid Willem Hendrik van Heemstra en broer van minister en Kamerlid Schelte van Heemstra. Hij volgde in 1875 de militante liberaal Rutgers van Rozenburg op. Na zijn overlijden ondernam zijn zoon Schelto een vergeefse poging om hem op te volgen. 